# Rodriguezia pulcherrima
Rodriguezia pulcherrima är en orkidéart som beskrevs av Bogarín, Pupulin och H.Medina. Rodriguezia pulcherrima ingår i släktet Rodriguezia och familjen orkidéer. Inga underarter finns listade i Catalogue of Life.